# Козица (Кырджалийская область)
Козица (болг. Козица) — село в Болгарии. Находится в Кырджалийской области, входит в общину Джебел. Население составляет 174 человека.

## Политическая ситуация
В местном кметстве Козица, в состав которого входит Козица, должность кмета (старосты) исполняет Мюмюн Емин Юсеин (Движение за права и свободы (ДПС)) по результатам выборов правления кметства.
Кмет (мэр) общины Джебел — Бахри Реджеб Юмер (Движение за права и свободы (ДПС)) по результатам выборов в правление общины.